# الكلمة الأخيرة (فلم)
الكلمة الأخيرة هو فيلمٌ مصري ٌ عُرض عام 1982، لكنه أُنتج حوالي العام 1978،[بحاجة لمصدر] إذ توفي بطل الفيلم صلاح منصور، مطلع عام 1979.
الفيلم هو أول فيلمٍ يخرجه وصفي درويش. وهو مأخوذ عن قصة المتوحشة (La Sauvage) لجان أنويه.

## قصة الفيلم
في حارة شعبية، هناك فرقة تحي الموالد والأفراح، يقودها مرزوق الفخراني (صلاح منصور)، في حين أن ابنته زهرة (ميرفت أمين)، مطربة الفرقة وأهم عضو فيها. تحاول زهرة الدخول لمسابقة لكي تصبح مطربة محترفة بمساعدة جارها جلال (سامي كامل) لكنها تفشل. 
تتعرف زهرة على الشاب الثري عزيز مراد (حسين فهمي)، ويتبادلان الحب، ويرغب في الزواج منها، وينقلها لبيته الفخم، ويقول لأمه (مريم فخر الدين) أن والد زهرة هو مرزوق باشا الفخراني. لا تنخدع زهرة بالحياة المرفهة في السرايا، وترفض التنكر لأصلها.
في المقابل تنخدع فضيلة (ناهد جبر)، جارة زهرة وأخت جلال، بالحياة المرفهة للأثرياء، فترفض الزواج من المدرس فتحي (أحمد حجازي)، وتسعى للزواج بيُسري (محمد لطفي)، وهو زئر نساء يعدها بالزواج، لكنه يغرر بها، ويتهرب منها.

## أبطال الفيلم
- ميرفت أمين في دور زهرة الفخراني.

صلاح منصور في دور مرزوق الفخراني، والدها.
نبيلة السيد في دور أنوار، زوجة والدها.
- حسين فهمي في دور عزيز مراد.

مريم فخر الدين في دور أمه.
وفاء عبد القادر في دور نسمة، أخته.
محمد لطفي في دور يُسري، صديقه.
محمود الجندي في دور محمود، صديق يُسري.
- سامي كامل في دور جلال.

ناهد جبر في دور فضيلة، أخته.
ناهد سمير في دور أمه.
أحمد حجازي في دور فتحي، خطيب فضيلة.

## أغاني الفيلم
ألف أغاني الفيلم الشاعران خيري فؤاد، وطلعت نصر الدين، ولحنهن إبراهيم فارس، وقام بالأداء الصوتي سهير طه حسين، وشادية حسني.